# Antoni Trilla i García
Antoni Trilla i García (Barcelona, 26 de juliol de 1956) és un epidemiòleg català.
L'any 1980 es va llicenciar en Medicina per la Universitat de Barcelona amb premi extraordinari i, deu anys més tard, es va doctorar en el mateix centre obtenint igualment la menció de premi extraordinari. És catedràtic de la Universitat de Barcelona, cap del servei d'epidemiologia de l'Hospital Clínic i investigador d'ISGlobal. Ha escrit més de 100 articles científics en revistes biomèdiques i més de 30 capítols en llibres de medicina. El 2015 va rebre la medalla Josep Trueta per la seva trajectòria en l'àmbit de la salut pública. El 2018 fou nomenat membre de la Secció de Ciències Biològiques de l'Institut d'Estudis Catalans. Des del juliol del 2019 és degà de la Facultat de Medicina (UB) en substitució de Francesc Cardellach. És consultor del Govern català, de l'European Centre for Disease Prevention and Control (ECDC) i del govern espanyol a partir del 2020 en motiu de la pandèmia de coronavirus.
El 2014 apuntava en un llibre que el problema de la sanitat catalana és el finançament i que amb la independència de Catalunya el pressupost anual per a cada català "podria augmentar en 200 o 300 euros". Defensava una aposta decidida per la medicina de família amb una història clínica compartida per millorar l'atenció dels pacients.